# Fabien Vanasse
Pour les articles homonymes, voir Vanasse.
Fabien Vanasse dit Vertefeuille (Saint-David de Yamaska, 6 novembre 1849 - Montréal, 3 décembre 1936) est un avocat, journaliste et homme politique fédéral du Québec.

## Biographie
Né à Saint-David-d'Yamaska dans le Canada-Est, Fabien Vanasse fait ses études au séminaire de Nicolet. Nommé au Barreau du Québec en 1875, il partit pratiquer à Montréal.
Élu député du Parti conservateur dans la circonscription fédérale de Yamaska lors d'une élection partielle déclenchée après le retrait de Charles-Ignace Gill en 1879, il fut réélu en 1882 et en 1887. Il fut défait en 1891 et en 1896 par le libéral Roch Moïse Samuel Mignault.
Il fut également président de l'Institut légal de Montréal et secrétaire et ensuite vice-président du Club Cartier. Président de La compagnie d'imprimerie et de publication du Canada, il fut l'un des publieurs du journal montréalais Le Monde. Il contribua aussi au L'Opinion Publique, soit la version francophone du Canadian Illustrated News. Historien attitré dans les expéditions Arctique du capitaine Joseph-Elzéar Bernier de 1908 à 1909, il représenta ensuite les Archives nationales du Canada à Paris de 1913 à 1924.

### Archives
Un fonds d'archives de Fabien Vanasse est conservé au centre d'archives de Québec de Bibliothèque et Archives nationales du Québec. Il y a aussi un fonds Fabien Vanasse-Vertefeuille à Bibliothèque et Archives Canada. Le numéro de référence archivistique est R1666.